# Psychotria haumugaensis
Psychotria haumugaensis är en måreväxtart som beskrevs av Seymour Hans Sohmer. Psychotria haumugaensis ingår i släktet Psychotria och familjen måreväxter. Inga underarter finns listade i Catalogue of Life.